# 圣奥斯瓦尔德-默德尔布鲁格
圣奥斯瓦尔德-默德尔布鲁格是奥地利施蒂利亚州尤登堡县的一个市镇。总面积56.26平方公里，总人口1192人，人口密度21.2人/平方公里（2005年）。